# Брейніссе
Брейніссе (нід. Bruinisse) — село в нідерландській провінції Зеландія. Входить до муніципалітету Схаувен-Дьойвеланд.
Його площа становить 13,23 км², а населення станом на 2021 рік становило 3775 осіб.
Перша згадка про населений пункт датується 1480 роком.
До 1997 року мало статус окремого муніципалітету.

## Галерея

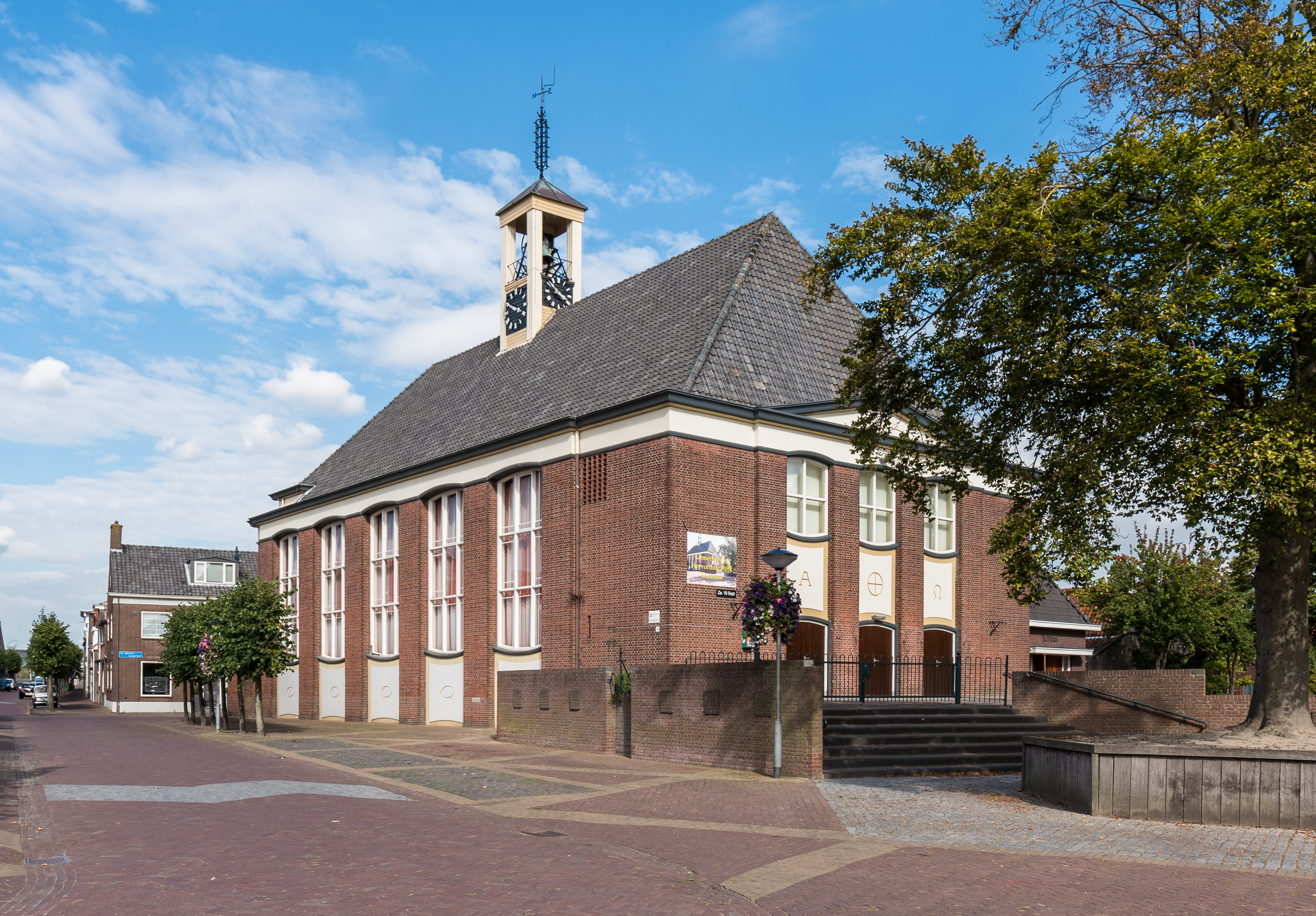
Реформатська церква
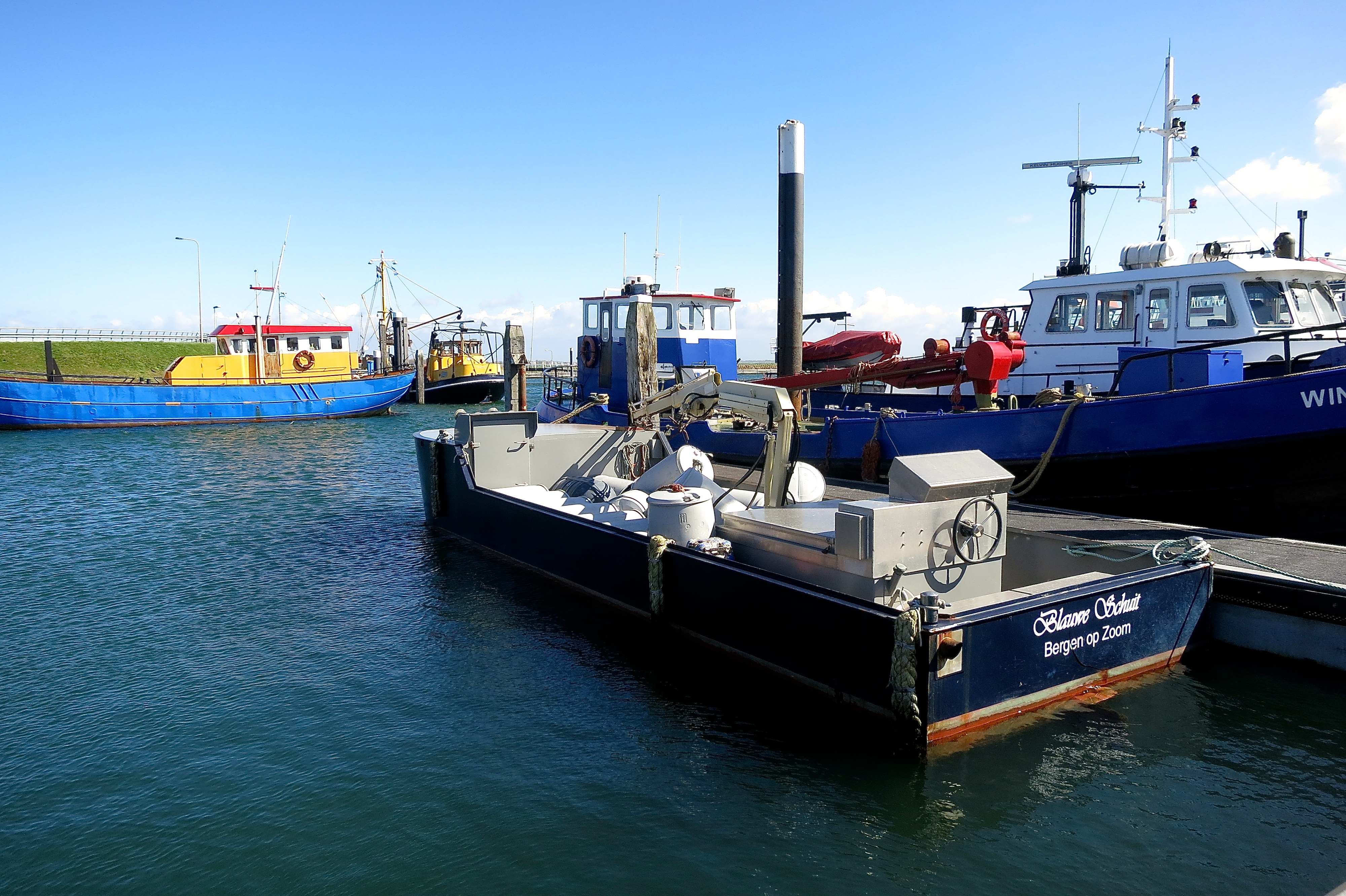
Сільська гавань
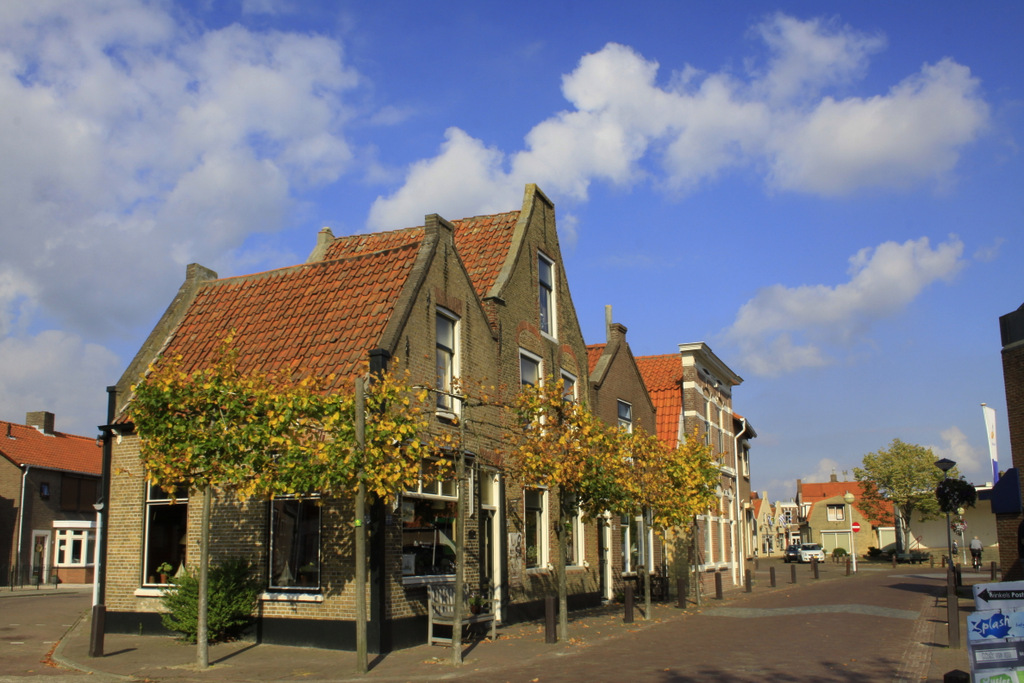
Вулична панорама